# Barcelona Challenger 1981
Il Barcelona Challenger 1981 è stato un torneo di tennis facente parte della categoria ATP Challenger Series nell'ambito dell'ATP Challenger Series 1981. Il torneo si è giocato a Barcellona in Spagna dal 30 marzo al 5 aprile 1981 su campi in terra rossa.

## Vincitori

### Singolare
Ulrich Pinner ha battuto in finale  Miguel Mir con il punteggio di 6–3, 6–1

### Doppio
Junie Chatman /  Marko Ostoja hanno battuto in finale  Francisco González /  Derek Segal con il punteggio di 6–4, 7–5